# Pseudopogonogaster iguaquensis
Pseudopogonogaster iguaquensis es una especie de mantis de la familia Thespidae.

## Distribución geográfica
Se encuentra en Colombia. En la Reserva Rogitama, vereda Peñas Blancas del municipio de Arcabuco, Boyacá, es fácil verla. Los especímenes para su descripción fueron llevados de la Reserva Rogitama al Museo de Historia Natural de la Universidad de Caldas.

## Descripción
P. iguaquensis es áptera. La hembra se mantiene en los árboles a la espera de presas, para lo cual se mimetiza con los líquenes, al punto que si estos son blancos ella es blanca, si son amarillos, ella es amarilla, si son rojos es roja y así sucesivamente. Su mimetismo es extraordinario y pasa desapercibida fácilmente. El macho es alado, sus alas son blancas con manchas negras, por lo cual se mimetiza entre los líquenes de ese color.